# Mostní svršek
Mostní svršek je část mostu, která je uložena na mostní konstrukci.

## Kolej na pražcích v kolejovém loži
- Používá se stejných materiálů, jako v upevnění na širé trati. Kolejnice na něm se navrhuje průběžně
- Kolejové lože v kolejovém loži musí být navrženo ta, aby při jeho strojním čištěním nedoházelo k poškození izolace, či desky vozovky
- Mocnost lože jev případě betonových pražců 510 mm a případě dřevěných pražců je 450 mm.
- Mezi obrysem v vnitřním obrysem musí být vůle 30 mm u dna a 50 mm u stěn

## Kolej na mostnicích
- Používal se u starších mostních konstrukcí  Je složen z mostnice o rozměrech dřeva 240×240×2400 mm. Vzdálenost mezi osami mostnic nesmí překročit 640 mm.

## Kolej na ocelové mostní konstrukci
- Přímé uložení koleje na ocelové konstrukci. Výskyt tohoto uložení je velice malý. Kdy se používá na mosty o délce 5 m. Kolejnice je umístěna na žebrové podkladnici. Podkladnice je umístěna na podložce z pryže a pod ní je rozhodová deska a vyrovnávací podložka.  Pokud není plech mostovky v rovině, tak se používá klínová podklažka.

## Svršek pozemních komunikací
- Svršek pozemních mostů se nazývá pro název izolační a vozovkové souvrství. Tzn. Vozovkou, která musí mít stejné izolační vlastnosti jako vozovka mimo mostní objekt
- Musí zajistit:
  - Přenos účinků zatížení od vozidel do mostovky
  - Chránit mostovku před vnějšími vlivy, jako dopravní vlivy, či povětrnostní vlivy
  - Plynulý pohyb vozidel

## Skladba vozovky na betonové desce

Mostovka na betonové desce

1. Obrusná vrstva
2. Ložná vrstva
3. Ochranná vrstva
4. Izolace
5. Expanzní vložka
6. Vyrovnávací deska
7. Betonová deska mostovka

## Skladba vozovky na ocelové desce
1. Obrusná vrstva
2. Ložná vrstva
3. Ochranná vrstva
4. Izolace
5. Ocelová deska mostovky

Mostovka na ocelové desce

- Obrusná vrstva – navrhuje se z asfaltového betonu nebo z litého asfaltu
- Ložná vrstva - z asfaltového betonu nebo z litého asfaltu
- Ochranná vrstva  - zaručuje ochranu izolace před mechanickým poškozením stroji při pokládaní, Nejčastěji se používá jako litý asfalt, používá se i jako ložní vrstva krytu vozovky.
- Izolace
  - Betonová deska
    - Skládá se ochranné vložky, lepicího nátěru, izolace, výztužné vložky, adhezní nátěr a penetrační nátěr

  - Ocelová deska
    - Vlastní izolace, adhezní nátěr, nátěr proti korozi
- Expanzní vložka
  - Slouží  k odvedení vlhkosti, které se nachází pod izolací mimo mostovku
- Vyrovnávací vrstva
  - Používá se, pokud dodavatel není schopen dodržet dostatečnou rovinnost betonové desky